# روباه سپیدموی
روباه سپیدموی (نام علمی: Lycalopex vetulus) نام یک گونه از سرده روباه‌های آمریکای جنوبی است.